# Shirvanshah

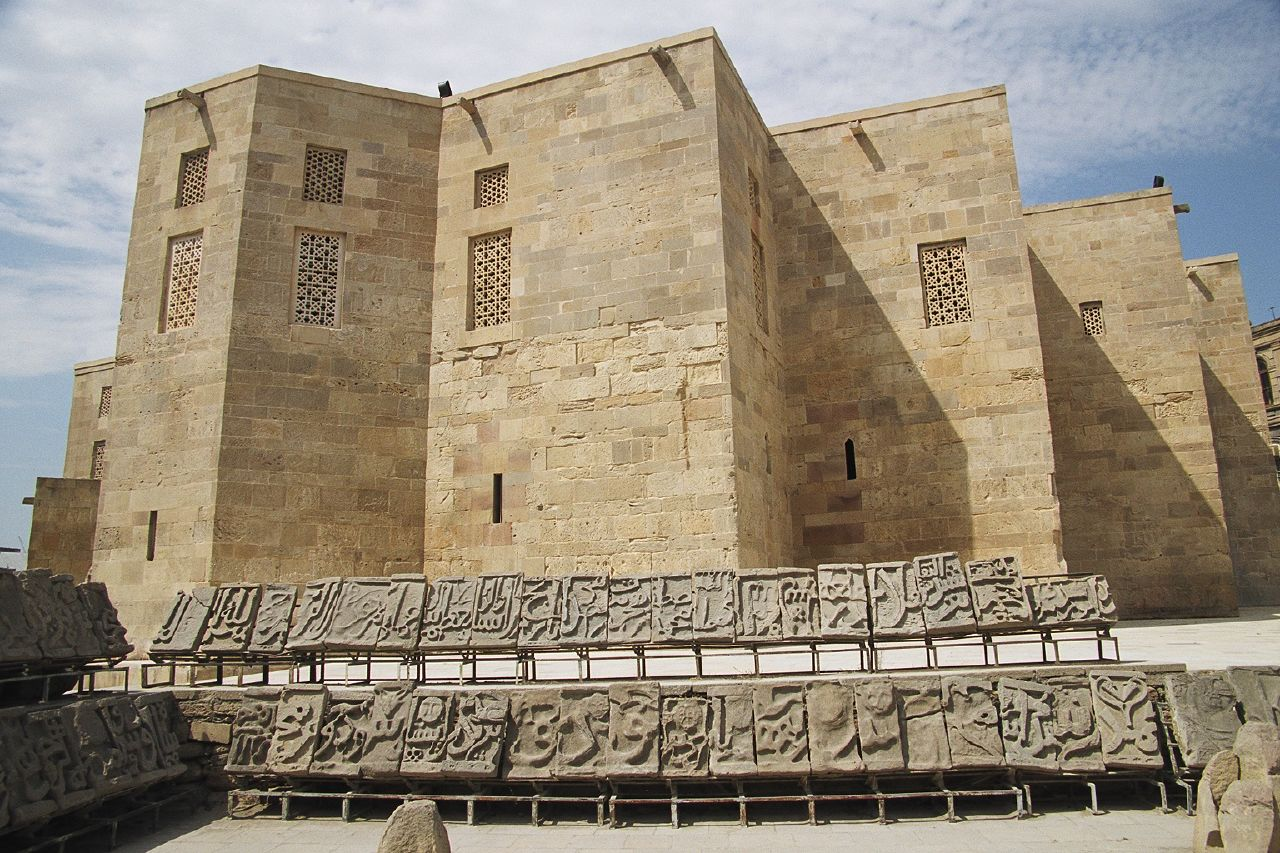
Het paleis van de Shirvanshah.

De Shirvanshah, Perzisch شروانشاهان, Azerbeidzjaans: Şirvanşah was de titel van etnische Arabieren die in de middeleeuwen van 861 tot 1538 te Perzië heersten. Het is de dynastie die het langst ter wereld regeerde.
Ze integreerden zich en namen de Perzische cultuur over. Ze vestigden in de 15e eeuw hun staat in Shirvan, nu in Azerbeidzjan ten noorden van de Araxes. Ze werden soms ook Kasraniden genoemd.
Ibn Khordadbeh vermeldde de Shirvanshah als plaatselijke heerser die zijn titel kreeg uit handen van de sjah van de Sassaniden. Al-Baladhuri vermeldde dat de Shirvanshah samen met een naburige heerser Layzanshah vochten tegen Arabische indringers en dat ze zich tijdens het bestuur van kalief Uthman overgaven aan bevelhebber Salman ibn Rab'ia Al-Bahili.
De Shirvanshah bevorderden Perzische poëzie. Nezami vertaalde het Arabisch episch werk Lili o Majnoon naar het Perzisch voor Abul-Muzaffar Jalal ad-din Shirvanshah Akhsatan. Hij liet zijn zoon onderwijzen samen met de zoon van de Shirvanshah. Khaqani schreef eerst onder het pseudoniem Haqiqi. Nadat hij aan het hof kwam van Fakhr ad-din Manuchehr Fereydoon Shirvanshah, ook bekend als Khaghan Akbar, nam hij het pseudoniem Khaqani, koninklijke, aan. Hij dichtte ook voor de zoon Akhsatan. Andere dichters waren Falaki Shirvani, Aziz Shirvani, Jamal Khalil Shirvani en Bakhtiyar Shirvani; ze komen voor in het verzamelwerk Nozhat al-Majales, samengesteld door Khalil Shirvani.

## Staat van de Shirvanshah
Vanaf het einde van de 8e eeuw viel Shirvan onder heerschappij van de Arabische familie van Yazid ibn Mazyad Shaybani die leefde tot 801. De Yazididen waren Arabieren van de Shaybanistam die voortkwamen van hoge generaals en bestuurders van het leger van de Abassiden. Behalve Shirvan beheersten ze ook de Iraanse provincie Azerbeidzjan, Arran, Armenië en de oostelijke gebieden van de Kaukasus. Na de dood van kalief Al-Mutawakkil verslapte de greep. Haytham ibn Muhammad, de achterkleinzoon van Yazid ibn Mazyad Shaybani, voerde opnieuw de oude titel van Shirvanshah. De dynastie heerste over Shirvan als onafhankelijke staat of als vazalstaat tot de Safawiden.
Het anonieme werk Taʾrikh Bab al-Abwab dat bewaard werd door de Ottomaanse historicus en astronoom Munejjim-Bashi en in 1958 vertaald werd door Vladimir Minorski, vermeldt 1075 als einde van de dynastie. De Shirvanshah huwden dikwijls met leden van de Hasjemieten in Bab al-Abwab.
Het anonieme werk Hudud ul-'alam min al-mashriq ila al-maghrib van 982 vermeldt dat de Shirvanshah vanuit hun hoofdstad Yazīdiyya, wellicht het latere Şamaxı, de naburige koninkrijken ten noorden van de Koera hadden veroverd en daarom de bijkomende titels van Layzansjhah en Khursansjah voerden.
Na Shah Yazid bin Ahmad (991-1028) namen ze in plaats van Arabische namen Perzische namen aan zoals Manūčihr, Ḳubādh en Farīdūn. De Yazididen begonnen toen te beweren dat ze afstamden van Sassaniden zoals koning Bahram V of Khusro I. Mogelijk kwam dit door huwelijken met de familie van vroegere vorsten van Shabaran.
De Shirvanshah bouwden forten, zoals te Bakoe de Maagdentoren en in Apsjeron. Toch werd Shirvan overrompeld door de Mongolen in 1235. Shirvan werd een vazalstaat van het Mongoolse Rijk en later van het rijk van Timoer Lenk.
De Shirvanshahs Khalilullah I en Farrukh Yassar leefden in een tijd van vrede en bouwden het Paleis van de Shirvanshah te Bakoe. Daar werden ook de sjahs begraven. De Shirvanshah waren soennieten. In 1462 doodden de Shirvanshah Sjeik Junayd van de Safawiden nabij de stad Xaçmaz. In 1500 namen de Safawiden wraak. Ismail I verwoestte Bakoe in 1501. Hij ontgroef de stoffelijke resten van de Shirvanshah en liet ze cremeren. De bevolking van Bakoe werd onder dwang bekeerd tot het Sjiisme.
In 1538 was Shirvan verzwakt en viel door een opstand van de Qalandariyya-derwisjen ten prooi aan Tahmasp I, zoon van Ismail I. Hij gaf Shirvan aan zijn broer Alqas Mirza.

## Stamboom
- 799 - 801 Yazid ibn Mazyad al-Shaybani
- 820 - 845 Khalid ibn Yazid
- 845 - 845 Muhammed ibn Khalid
- Haytham ibn Khalid
- Muhammad ibn Haytham
- Haytham ibn Muhammad
- voor 913 Ali ibn Haytham, afgezet in 917.
- 916 Yazid ibn Muhammad ibn Yazid, Abu Tahir
- 948 Muhammad ibn Yazid
- 956 Ahmad ibn Muhammad
- 981 Muhammad ibn Ahmad
- 991 Yazid ibn Ahmad
- 1028 Manuchihr ibn Yazid
- 1034 Ali ibn Yazid, Abu Mansur
- 1043 Qubadh ibn Yazid
- 1049 Bukhtnassar Ali ibn Ahmad ibn Yazid
- 1053 Sallar ibn Yazid
- 1063 Fariburz ibn Sallar ibn Yazid
- 1094 Fereydun ibn Fariburz, gestorven 1120
- 1094 Manuchehr II ibn Fariburz
- 1120 Manuchehr III ibn Fereydun
- 1160 Akhsatan I ibn Manuchehr III, gestorven tussen 1197 en 1204.
- 1179 Shahanshah ibn Manuchehr III, gestorven 1204.
- 1187 Fereydun II ibn Manuchehr III tot 1204.
- na 1187 Fariburz II ibn Fereydun II
- na 1187 Farrukhzad I ibn Manuchehr III tot 1225 AD.
- na 1204 Garrshasp I ibn Farrukhzad
- 1255 AkhsatanII ibn Fariburz III
- 1258 Garshasp II of Gushnasp ibn Akhsatan II
- 1265 Farrukhzad II ibn Akhsatan II
- 1345 Kay Qubadh
- 1348 Kay Kawus ibn Kay Qubadh
- 1372 of 1378 of 1382 Hushang ibn Kay Kawus
- 1378 Ibrahim I ibn Muhammad ibn Kay Qubadh
- 1418 Khalil ibn Ibrahim I
- 1463 Farrukhsiyar ibn Khalilullah I
- 1500 Bayram ibn Farrukhsiyar
- 1502 Ghazi ibn Farrukh Yassar
- 1503 Mahmud ibn Ghazi
- 1503 Ibrahim II of Sjeik Shah, oom van Mahmud ibn Ghazi
- 1524 Khalil II ibn Ibrahim II
- 1535 Sjah Rukh ibn Farrukh ibn Ibrahim II, gedood 1539
- 1538 Safawiden
- 1544 Burhan ibn Ali ibn Khalil II, gestorven 1551
- 1551 Safawiden
- 1579 Abu Bakr ibn Burhan voor de Ottomanen
- 1607 Safawiden